# 개미 삼부작의 등장인물 목록
아래는 프랑스의 소설가 베르나르 베르베르의《개미》3부작의 등장인물에 대한 소개이다. 제 3부 《개미 혁명》에 따르면 3권으로 구성된 에드몽 웰즈의 《상대적이며 절대적인 지식의 백과사전》에 따라 "개미 혁명의 역사"를 3부분으로 나누고, "개미 혁명의 사람들"을 3부분으로 나누고 있다.

## 에드몽 웰즈
- 에드몽 웰즈
  - 등장 : 《개미》《개미의 날》《개미 혁명》《천사들의 제국》《신》

박테리아를 전공한 생물학자이며 곤충학자이기도 하다. 개미 3부작에서는 죽은 사람으로 설정되어 있다. 어린 시절부터 자신만의 은밀한 은신처를 만들고자 하는 집착이 있었으며, 절대적인 지식을 얻고자 하는 강박관념을 가지고 있던 신비로운 인물이다. 조나탕 웰즈에게 "절대로 지하실을 열지 마라"라고 당부했으며웰즈라는 인물을 고안하였으며, 에드몽의 외모는 소설가 카프카를 닮아 있다.

## 제1권의 사람들
"제1권의 사람들"은 에드몽의 사후 호기심이나 또는 다른 이유들로 인해 지하실에 들어오게 된 21명을 말하며, 이들은 대부분 《개미》의 주요 등장인물들이다. 이들은 다시는 나갈 수 없도록 고안된 지하실에 들어온 뒤 기존의 바깥 세상에서의 삶을 포기한다. 《상대적이며 절대적인 지식의 백과사전》의 제1권을 따라 생활했기 때문에 후일 스스로를 "제1권의 사람들"이라고 부른다. 나중에 후속작 《개미의 날》에서 이들은 구조된다.
- 조나탕 웰즈
  - 등장 : 《개미》《개미의 날》《개미 혁명》

에드몽 웰즈의 조카이자 쉬지 웰즈의 아들. 조나탕의 어머니 쉬지는 자신의 아들에게 남편의 성을 붙이길 원하지 않았기 때문에 조나탕은 웰즈라는 성씨를 가지게 된다. 이상적인 공동체를 실현해보고자 하는 오랜 꿈을 가지고 있으며, <자물쇠 SOS>라는 회사에 근무한 적이 있어 그 분야에 솜씨가 뛰어나다. 에드몽의 사후 그의 집을 유산으로 물려받은 그는 어둠에 대한 공포증을 이겨내고 지하실에 처음 들어가는데, 엄청나게 깊은 지하실 속에서 에드몽이 남긴 편지와 《상대적이며 절대적인 지식의 백과사전》, 그리고 로제타 석을 발견한다. 그의 유지를 받들어 수수께끼를 풀어야만 들어올 수 있는 자물쇠와 한번 들어가면 다시는 나올 수 없는 통발을 설치 한다.

- 뤼시 웰즈
  - 등장 : 《개미》《개미의 날》《개미 혁명》

조나탕 웰즈의 아내이자 니콜라 웰즈의 어머니. 남편 조나탕이 지하실로 사라진 뒤 그 비밀을 풀고자 함께 지하실로 들어간다. 공동체에서 100살이 넘은 할머니인 오귀스타 웰즈를 제외한 유일한 여성이다.

- 니콜라 웰즈
  - 등장 : 《개미》《개미의 날》《개미 혁명》

조나탕 웰즈와 뤼시 사이의 아들. 아버지 조나탕과 어머니 뤼시가 지하실로 사라진 뒤, 고아원으로 보내진다. 그 후 개미와 지하실에 관한 어떤 확신을 갖고 다시 집으로 돌아와 지하실로 들어간다. 에드몽의 수수께끼를 극적으로 풀어낸 뒤, 공동체에 합류한다. 

- 오귀스타 웰즈
  - 등장 : 《개미》《개미의 날》《개미 혁명》

에드몽 웰즈의 어머니이자 조나탕의 할머니로 이미 100살이 넘은 고령. 극적으로 에드몽 웰즈의 수수께끼를 풀어낸 뒤, 에드몽 생전의 동료인 지종 브라젤과 다니엘 로젠펠트와 함께 지하실로 떠난다.

- 지종 브라젤
  - 등장 : 《개미》《개미의 날》《개미 혁명》

에드몽 생전의 친한 동료로 그가 살던 집의 세 번째 상속자로 지명되어 있다.

- 다니엘 로젠펠트
  - 등장 : 《개미》《개미의 날》《개미 혁명》

에드몽 생전의 친한 동료로 그가 살던 집의 네 번째 상속자로 지명되어 있다.

- 알랭 빌솅
  - 등장 : 《개미》《개미의 날》《개미 혁명》

경정. 뤼시 웰즈가 사라진 뒤, 니콜라 웰즈의 신고로 제라르 갈랭과 함께 지하실로 찾아온다. 천성적으로, 횡설수설하는 온갖 종류의 사람들의 말이라도 잘 들어주며 언제나 "하긴 그래"라고 말한다. 이러한 천성 덕분에 경찰서의 상관들은 그에게 모든 종류의 터무니 없는 사건을 맡기게 되며, 이번 지하실 실종 사건도 그가 맡게 된다.

- 제라르 갈랭
  - 등장 : 《개미》《개미의 날》《개미 혁명》

형사. 니콜라 웰즈의 신고가 들어온 뒤, 여덞 명의 소방대원을 데리고 지하실 속으로 사라진다.

## 제2권의 사람들
"제2권의 사람들"이란, "제1권의 사람들"과는 별개로, 《상대적이며 절대적인 지식의 백과사전》의 제2권의 존재를 알아챈 인물로 제2부《개미의 날》의 주요 등장인물들이다. 나중에 "제1권의 사람들", "제3권의 사람들"과 함께 피라미드 둥지로 합류한다.
- 레티샤 웰즈
  - 등장 : 《개미의 날》《개미 혁명》

에드몽 웰즈와 중국인 링미 사이에서 난 딸로 매우 아름다운 외모를 가졌다.

- 자크 멜리에스
  - 등장 : 《개미의 날》《개미 혁명》

퐁텐플로 시에서 벌어진 연쇄 살인 사건을 뒤쫓던 형사.

- 아서 라미레
  - 등장 : 《개미의 날》《개미 혁명》

미세한 장난감을 만드는 달인이며, 피라미드에서의 원격조종을 받는 날아다니는 로봇 개미를 개발한다.

- 쥘리에트 라미레
  - 등장 : 《개미의 날》《개미 혁명》

아서 라미레의 아내. <알쏭달쏭 함정 퀴즈>프로그램에 나가는 방송인으로서 돈을 벌어다 피라미드가 운영되는데 도움을 준다.

- 에밀 카위자크
  - 등장 : 《개미의 날》

형사.

- 라파엘 이조
  - 등장 : 《개미의 날》《개미 혁명》

전직 공무원. 프랑스의 전(前) 과학부 장관. 대통령 레지 말루에게 개미들과의 대화를 제안했다가 해임되었다. 해임되기 직전 거액의 과학부 예산을 횡령했으며, 이 거액의 돈은 제1, 2권의 사람들의 생활비로 쓰인다.

## 제3권의 사람들
- 쥘리 팽송
  - 등장 : 《개미 혁명》

《개미 혁명》의 주인공급 등장인물.

- 다윗 사토르
  - 등장 : 《개미 혁명》

- 최지웅
  - 등장 : 《개미 혁명》

- 프랑신 트네
  - 등장 : 《개미 혁명》

- 나르시스 아르포
  - 등장 : 《개미 혁명》

- 조에
  - 등장 : 《개미 혁명》

- 폴
  - 등장 : 《개미 혁명》

- 레오폴
  - 등장 : 《개미 혁명》

## 곤충들
- 103683호(또는 103호)
  - 등장 : 《개미》《개미의 날》《개미 혁명》
  - 벨로캉 불개미. 흔히 103호라고 줄여 부른다. 인간들에 의해서 이마에 빨간 색 점이 생기는데, 후에 탈색되어 노란색이 된다.
  - 계급 및 명칭 : 벨로캉 병정개미 103683호 → 탐험개미 103호 → 암개미 103호 → 신벨로캉의 공주개미 103

개미 3부작에 모두 등장한 주인공급 개미. 제1부에서는 56호와 327호와 함께 원정대가 몰살을 당한 데 대해 알 수 없는 누군가의 비밀무기에 대해 탐험한다. 제2부에서는 벨로캉 지하에 갇힌 인간들(조나탕, 로젠펠트, 브라젤 등)의 요청에 의해 인간 세계로 가서 레티샤와 아서에게 그들의 구조 메시지를 전한다. 제3부에서는 인간 세계를 탈출하여 벨로캉으로 돌아와 불의 발견과 지렛대, 바퀴 등 간단한 기계를 동료들에게 가르치는 한편 말벌에게서 로열 젤리를 얻어 암개미가 되어 다수의 동료들과 함께 인간들과 '동맹'을 맺기 위해 인간 세계로 돌아온다.
- (옛날)벨로키우키우니
  - 등장 : 《개미》
  - 벨로캉 연방에서 가장 강력한 불개미 도시인 벨로캉의 여왕개미.
  - 참고사항 : 벨로키우키우니의 이름은 초대 벨로캉 여왕개미의 이름으로써, 불개미 언어로 '길 잃은 개미'라는 뜻이다. 이후 "니" 왕조의 벨로캉 도시의 여왕들이 이 이름을 모두 물려받고 있다.

에드몽 웰즈와의 만남으로 인해 처음부터 인간들의 존재를 알고 있었으며, 에드몽 웰즈 사후 조나탕과 연락을 재개한다. 인간과 개미가 갑자기 만나게 되면 큰 혼란과 불상사가 생길 것이라는 예견하였다. 따라서 '바위 냄새를 풍기는 개미들'에게 명령하여, 인간들의 존재를 알아채는 개미들을 은밀히 제거하는 임무를 맡긴다. 인간들에게 많은 기술을 배웠으나, 이를 자신의 도시에 도입하기도 전에 고아원 아이들이 개미집에 붙인 불 때문에 소사하고 만다.
- 클리푸니
  - 등장 : 《개미》《개미의 날》
  - 계급 및 명칭 : 벨로캉 암개미 56호 → 클리푸캉 여왕개미 클리푸니 → 벨로캉 여왕개미 (새)벨로키우키우니

개미 3부작 중 1, 2부에 등장하는 여왕개미. 327호, 103호와 함께 원정대 몰살에 대해 찾아다니다가 327호는 암살을 당하고 103호는 세계(퐁텐블로 숲)의 동쪽 끝을 탐험하러 가자 바위 냄새 나는 개미들을 피해 독립한다. 클리푸캉이라는 자신만의 개미 도시를 만든 뒤 벨로캉으로 쳐들어와 벨로캉의 새 여왕이 된다. 공교롭게도 그때 고아원의 어린이 둘이 개미집에 불을 붙이는 장난을 해 벨로캉에 불이 붙고, 벨로키우키우니는 사망한다. 클리푸니는 그로 인해 인간들을 증오하게 되고, 벨로캉 지하의 인간들에게 식량 공급을 중단한다. 인간들을 세상에서 멸종시키겠다고 큰소리를 치며 원정군을 보냈으나, 결국 친(親) 인간 개미 수십 마리에게 암살당한다.
- 327호
  - 등장 : 《개미》
  - 불개미. 계급은 수개미.

1부에 등장하는 젊은 수개미. 여러 동료들과 사냥 원정을 나갔는데, 잠시 한눈팔고 있는 사이 동료들이 멀리 가 버리자 그들을 따라잡으려고 뛰어 갔으나 그때 이미 동료들은 죽어 있었다. 이에 대한 원인을 밝히기 위해 벨로캉으로 돌아와 56호(클리푸니), 103호와 함께 동분서주했으나 결국 바위 냄새 나는 개미들에게 암살당한다.
- 23호
  - 등장 : 《개미의 날》《개미 혁명》
  - 계급 및 명칭 : 탐험개미 → 예언자 개미.

'바위 냄새를 풍기는 개미'들 중 하나.
제 2부에서는 103호를 중심으로 인간들에 대한 원정대가 조직되었을 때 원정대에 참가한다. 그 뒤 인간의 무의식적인 공격에 의해서 원정대가 전멸하고 혼자서 벨로캉으로 돌아간다(이 원정대의 생존자는 103호, 9호, 23호의 세 마리뿐이었다). 그 뒤 인간들을 신으로 받드는 광적인 종교 집단의 교주이자 예언자로 행새한다.                           
복음이라는 것을 개미 사회에 전파하여, 그들의 종교의 상징인 '손가락'을 의미하는 동그라미 표시를 널리 퍼트리며 개미 사회를 무기력하게 만든다. 새 벨로캉의 여왕이 된 103호 역시 종교를 마뜩찮아하여, 신을 믿는 개미들을 학살한다.
최후 : 개미 역사상 어떤 여왕개미보다도 숭배받는 존재로서, 예언자 개미 23호를 탈출시키기 위해 수많은 '손가락들을 신으로 섬기는 개미'들이 기꺼이 희생한다. 탈출하던 23호의 앞길을 거대한 덩치의 지렁이가 가로막자, 지렁이의 옆구리에 작은 구멍을 파고 자신의 신도들과 그 안에 들어간다. 통증의 감각이 거의 없는 지렁이는 그 상태로 지표면으로 나오는데, 이때 거대한 박새가 지렁이를 먹고, 하늘로 올라간다. 23호와 그의 신도들은 죽으면서 자신들이 신들의 나라로 올라가고 있다고 생각한다.
- 9호
  - 등장 : 《개미의 날》

불개미. 계급은 병정개미.

- 24호
  - 등장 : 《개미의 날》《개미 혁명》

불개미. 계급은 탐험개미→수개미.
선천적 미아로, 엄청난 길치이다.
코르니게라 자유 공동체를 만든다.
개미 최초의 소설을 만들었다.
추후 암개미103호와 교미하여 죽는다.
- 5호
  - 등장 : 《개미 혁명》

불개미. 계급은 탐험개미.
103호를 따르는 열두 탐험개미 중 하나.
인간들의 직립보행에 지대한 관심을 보이고 있다.
- 7호
  - 등장 : 《개미 혁명》

불개미. 계급은 탐험개미.
103호를 따르는 열두 탐험개미 중 하나. 인간들의 “예술”에 지대한 관심을 보여 개미 세계 내에서 프레스코와 문신을 만들어냈다. 그리하여 벨로캉 내에서 문신이 크게 유행하게 된다.
- 자하하에르샤
  - 등장 : 《개미의 날》

꿀벌. 계급은 여왕벌.

## 기타 주요 등장 인물
- 막시밀리앵 리나르
  - 등장 : 《개미 혁명》

경정. 

- 마키아벨(컴퓨터 프로그램)
  - 등장 : 《개미 혁명》

막시밀리앵 리나르 경정의 컴퓨터에 설치된 컴퓨터 프로그램.
막시밀리앵이 진화 게임을 즐기는데 종종 도움말을 주며, 인간과 일정 수준까지의 대화가 능하다. 막시밀리앵과 함께 컴퓨터 속의 가상 문명을 이끌어나가는 역할이 《군주론(Il Principe)》의 저자 마키아벨리와 비슷하다.
- 공자그 뒤페롱
  - 등장 : 《개미 혁명》

퐁텐블로 고교의 남학생, 뒤페롱 지사의 조카.
자신이 뒤페롱 지사의 조카라는 점을 이용하여 경찰의 간섭없이 자유롭게 악을 행하는 인물이다. 극우파 학생 조직인 '검은 쥐들'(흑서파, 黑鼠派)를 조직하였다. 개미 혁명 6일째에 퐁텐블로 고교에 수백 개의 화염병을 투척하여 혁명의 몰락을 가져온다. 퐁텐블로 숲에서 아서 라미레의 개미 로봇에 의해 잠들어 쓰러지게 된다.

## 트리비아
- 103호는 인간들과 함께 지낼 때 인간 세계를 텔레비전으로만 보았기 때문에, 인간 세계에 대해 잘못 알고 있는 것이 많다.
  - 텍스 에이버리의 만화를 보고는, 텍스 에이버리가 인간 세계에서 가장 뛰어난 병법가라고 평했다.
  - 포르노 영화가 인간들 중 교미를 서툴게 하는 자들을 위해 교미를 제대로 하는 것을 본보기 삼아 보여주는 것이라고 동료들에게 설명했다.
- 제3권의 사람들 중 최지웅은 한국계 사람이다.
  - 지웅이라는 이름은 베르베르의 소설을 출판하는 한국 출판사 열린책들의 대표 홍지웅의 이름에서 따왔다.

1. ↑  지하실은 프로테스탄트가 가톨릭으로부터 억압을 받던 시절에 프로테스탄트들이 위험에 닥치면 피신하려고 만든 지하실이라고 한다